# Ulli Lust
Ulli Lust, född 1967 i Wien, är en österrikisk serieskapare, illustratör och utgivare av webbserier. Hon är numera bosatt i Berlin, Tyskland. Lust arbetar främst med seriejournalistik och dokumentärserier, samt med självbiografiska och i viss mån erotiska serier. Hennes Heute ist der letzte Tag vom Rest deines Lebens, en tjock självbiografisk serieroman från 2009, är flerfaldigt prisbelönt och har kommit ut i ett antal översättningar. 2012 publicerades den på svenska som Idag är sista dagen på resten av ditt liv.

## Biografi

### Tidiga år
Ulli Lust inledde sin tecknarbana som design- och modetecknare inom textilindustrin och illustrerade även ett par barnböcker. Sedan 1998 publicerar hon sig under namnet Lust, vilket är hennes mors födelsenamn. Hon studerade kommunikationsdesign på Fachhochschule Berlin-Weißensee, där hon träffade serieintresserade människor som Jens Harder, Tim Dinter, Kathi Kaeppel, Mawil och Kai Pfeiffer. Tillsammans grundade dessa konstnärsgruppen Monogatari som 2001 debuterade med serieboken Alltagsspionage. Gruppen upplöstes 2005.

### Dokument, webb och olika album
Tidigt i sin karriär började Lust att teckna "dokumentärserier" eller "seriereportage" – nedslag i verkligheten grundade på noggrann journalistisk research, ofta med självbiografiska inslag och med en humoristisk vinkling. En annan genre hon har arbetat med är erotisk-mytologiska berättelser i serieform.
I juni 2005 startade hon det webbaserade förlaget och publiceringssajten Electrocomics. Den distribuerar seriealbum, i form av e-böcker, av en mängd internationella serieskapare. Där finns bland annat svenska Knut Larsson och Kolbeinn Karlsson.
Lust har sedan början av 2000-talet kommit ut med åtskilliga seriealbum. Ett genombrott kom under andra halvan av 00-talet, bland annat med serieboken Fashionvictims, Trendverächter, Minireportagen & Bildkolumnen aus Berlin, utgiven 2008 av Avant-Verlag, samt diverse kortare seriehistorier i tidningar och antologier som Pomme d'Amour, Strapazin och Spring. 2009 kom den textlösa serien Airpussy (a hairraising ritual for spring to come) på belgiska förlaget L'employé du Moi.

### Idag är sista dagen på resten av ditt liv
Under hösten 2009 kom även Ulli Lusts hittills mest uppmärksammade verk, den över 450 sidor långa, journalistiska och självbiografiska serieromanen Heute ist der letzte Tag deines Lebens, utgiven på Avant-Verlag. Denna serieroman, där den 17-åriga Ulli tillsammans med en självsfrände drar söderut "utan pass, pengar och plikter",  har förärat henne ett flertal priser och utmärkelser, däribland ICOM-Preis 2010, Max-und-Moritz-Preis (publikpriset) 2010, Artémisia-Preis 2011, Prix révélation på Seriefestivalen i Angoulême 2011 samt 2013 års Urhunden. Den uppmärksammade självbiografiska serieromanen har kommit ut i översättningar på franska, svenska, norska, spanska, engelska, italienska och finska. De tre sistnämnda översättningarna kom ut 2013.

### Senare produktioner
2013 kom Lust med en ny serieroman, Flughunde efter Marcel Beyers roman med samma namn.
Sedan hösten 2013 undervisar Ulli Lust i ämnet tecknade serier och teckning tre dagar i veckan i Hannover. Resten av tiden tecknar hon själv.
2017 utkom Ulli Lust med en ny serieroman Wie ich versuchte, ein guter Mensch zu sein (Hur jag försökte vara en god människa), som i sin franska översättning är prisnominerad av Angloulemes årliga seriefestival.

### Övrigt
Ulli Lust bor sedan 1995 i Berlin. Hon har en son som numera är i vuxen ålder.

## Stil och betydelse
Lust räknas idag som en av de främsta serieskaparna i den tyskspråkiga världen och kanske den främsta representanten för de så kallade dokumentärserierna. Serieexperten Andreas Platthaus har kallat henne för en "sensation".

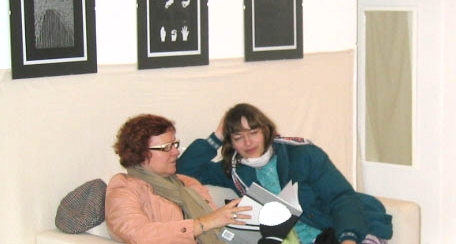
Kristiina Kolehmainen och Ulli Lust, på festivalen Boomfest i Sankt Petersburg 2007.

## Utländska resor
Ulli Lust har de senaste åren deltagit ett antal nationella och internationella serieevenemang. 2007 deltog Ulli Lust på första upplagan av Boomfest, seriefestivalen i Sankt Petersburg, och hon har flera gånger bjudits in till Small Press Expo i Stockholm.
Första svenska festivalbesöket skedde 2008, då hon kom som representant för sitt förlag Electrocomics. Under Small Press Expo 2010 var hon också i Sverige och framträdde på ungdomsbiblioteket PUNKTmedis, där hon 24 april 2010 förevisade webbserier under Stockholms Kulturnatt. 2011 återkom hon som en av hedersgästerna på festivalen, vars fokus detta år låg på tyskspråkiga serier. Tillsammans med schweiziska kollegan Kati Rickenbach visade hon upp sina teckningar i utställningen "Humor och allvar" på Goethe Institut Stockholm 5–13 maj. 2012 deltog hon i Stockholms internationella seriefestival 26–29 april och signerade Idag är sista dagen på resten av ditt liv som då precis utkommit på svenska.

## Utgivna serier (urval)
Verken är på tyska om ej annat nämns. Översättningar av ett verk är tydliggjorda med indrag i listningen.
- 1998–2004 – Spring Poems nr 1–5, Monogatari
- Alltagsspionage: Comicreportagen aus Berlin, Monogatari
- 2004 – Operation Läckerli: Comicreportagen aus Basel, Monogatari/Edition Moderne
- 2008 – Fashionvictims, Trendverächter, Minireportagen & Bildkolumnen aus Berlin, Avant-Verlag. ISBN 978-3-939080-32-9
- 2009 – Airpussy (L'employé du Moi. ISBN 978-2-930360-26-3 (textlös)
- 2009 – Heute ist der letzte Tag vom Rest deines Lebens, Avant-Verlag. ISBN 978-3-939080-36-7
  - 2010 – Trop n'est pas assez, Éditions Çà et là. ISBN 978-2-916207-46-9 (franska)
  - 2011 – Hoy es el último día del resto de tu vida, La Cúpula (spanska)
  - 2011 – I dag er den siste dagen i resten av ditt liv , No Comprendo Press (bokmål)
  - 2012 – Idag är sista dagen på resten av ditt liv, Kolik förlag (svenska)
  - 2013 – Today is the Last Day of the Rest of Your Life, Fantagraphics. ISBN 978-1606995570 (engelska)
  - 2013 – Troppo non è mai abbastanza, Coconino Press. ISBN 9788876182174 (italienska)[14]
  - 2013 – Tänään on loppuelämäsi viimeinen päivä, Like. ISBN 9789520108717 (finska)[15]
- 2013 – Flughunde, Suhrkamp Verlag. ISBN 978-3-518-46426-7
- 2017 – Wie ich versuchte, ein guter Mensch zu sein, Suhrkamp Verlag. ISBN 978-3-518-46813-5

## Priser och utmärkelser
- 2006 –  ICOM-Sonderpreis (jurypriset) för online-förlaget Electrocomics[2]
- 2009 –  Freistil online: Bester deutscher Comic för Heute ist der letzte Tag vom Rest deines Lebens
- 2010 –  Max-und-Moritz-Preis (publikpriset), Erlangen, för Heute ist der letzte Tag vom Rest deines Lebens
- 2010 –  ICOM-Preis för "bästa tyska (alternativ)serie"[16], för Heute ist der letzte Tag vom Rest deines Lebens
- 2011 –  Prix Artémisia, för Trop n'est pas assez[17]
- 2011 –  Le Fauve d'Angoulême – Prix Révélation, Seriefestivalen i Angoulême[18]
- 2013 –  Urhunden, Göteborg, för Idag är sista dagen på resten av ditt liv
- 2014 –  LA Times Book Award 2013, Graphic Novels, för Today is the last day of the rest of your life[19]
- 2014 –  Max & Moritz-priset, för "Bästa tyskspråkiga seriekonstnär"[20]
- 2024 –  Urhunden, för Hur jag försökte bli en god människa